# Эскадра люфтваффе

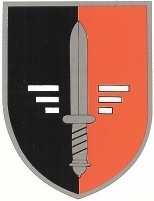
Эмблема 52-й истребительной эскадры (Jagdgeschwader 52)

Эска́дра (нем. Geschwader) — организационная единица люфтваффе во Второй мировой войне. Наиболее крупная автономная и неделимая единица тактического уровня. Эскадры люфтваффе были однородными: истребительные, бомбардировочные и др. В среднем, в составе эскадры было от 100 до 120 самолётов.

## Место в структуре люфтваффе
Основной тактической единицей люфтваффе являлась авиагруппа (нем. Gruppe), состоявшая примерно из 30 самолётов. Другой тактической единицей была эскадрилья (нем. Staffel): 9–10 самолётов. В каждую группу входило, как правило, три эскадрильи.
Эскадра состояла из трех (в начале войны) или четырех групп. Группы обозначались римскими цифрами от I до IV. Соответственно, обозначение третьей группы 52-й истребительной эскадры — III./JG52. .
Эскадра была самой крупной тактической единицей люфтваффе, имевшей относительно постоянный состав. По мере необходимости из эскадр составлялись авиадивизии и воздушные флоты. 
Авиадивизия (позднее переименованы в авиакорпуса) в составе воздушного флота, включала в себя боевые части всех типов (бомбардировочные (в том числе пикирующие), истребительные и разведывательные), могла иметь от 200–300 до 700–750 самолётов.  
На протяжении войны и на различных театрах боевых действий численность воздушных флотов и авиадивизий значительно менялась. В различные периоды войны численность воздушного флота варьировалась от минимального уровня 200–300 самолётов до максимума около 1250 машин.

## Номенклатура
Каждая эскадра имела свои тактический номер и краткое буквенное наименование, в зависимости от типа эскадры:
- истребительная (нем. Jagdgeschwader) — JG;
- ночных истребителей (нем. Nachtjagdgeschwader) — NJG;
- тяжелых истребителей (нем. Zerstörergeschwader) — ZG;
- штурмовиков (нем. Schlachtgeschwader) — SG (с 1943 г.) или Sch.G (до 1943 г.);
- ночных штурмовиков (нем. Nachtschlachtgeschwader) — NSG;
- бомбардировочная (нем. Kampfgeschwader) — KG;
- скоростных бомбардировщиков (нем. Schnellkampfgeschwader) — SKG;
- пикирующих бомбардировщиков (нем. Sturzkampfgeschwader, Stukageschwader) — St.G;
- транспортная авиация (нем. Transportgeschwader) — KGzbV (до 1943 г.) или TG (с 1943 г.);
- учебно-боевая (нем. Lehrgeschwader) — LG.
- авиация специального назначения (нем. zur besonderen Verwendung) — zbV.

Например, истребительная эскадра обозначалась аббревиатурой JG (от нем. Jagdgeschwader). Соответственно, 52-я истребительная эскадра люфтваффе обозначалась JG52.
Командиром эскадры (нем. Geschwaderkommodore) являлся офицер в звании от майора до полковника. Штабные офицеры эскадр, хотя и выполняли административные функции, имели, как правило, немалый опыт летной работы (пилоты, штурманы и др.) и участвовали в боевых вылетах.

## Сноски
1. ↑  Боевые операции Люфтваффе, 2008, с. 55.
2. 1 2 3  Боевые операции Люфтваффе, 2008, с. 56.